# Ashmeadiella californica
Ashmeadiella californica är en biart som först beskrevs av William Harris Ashmead 1897.  Ashmeadiella californica ingår i släktet Ashmeadiella och familjen buksamlarbin. Inga underarter finns listade i Catalogue of Life.